# Liste der Olympiasieger im Wasserball
Die Liste der Olympiasieger im Wasserball bietet einen Überblick über sämtliche Medaillengewinner in den Wasserballwettbewerben der Olympischen Sommerspiele. Aufgrund der umfangreichen Datenmenge erfolgt eine Unterteilung in vier Teillisten.
- Unter „Medaillengewinner“ sind sämtliche männlichen Medaillengewinner seit 1900 aufgeführt.
- Unter „Medaillengewinnerinnen“ sind sämtliche weiblichen Medaillengewinner seit 2000 aufgeführt.
- Die Liste „Die erfolgreichsten Teilnehmer“ führt sämtliche Athleten auf, die mindestens zwei Goldmedaillen und eine Silbermedaille gewonnen haben.
- Die Liste „Nationenwertungen“ enthält die Medaillenspiegel, aufgeschlüsselt nach Gesamtzahl der gewonnenen Medaillen und nach Geschlecht.

## Medaillengewinner

### Männer
| Olympia             | Gold            | Silber                 | Bronze             |
| ------------------- | --------------- | ---------------------- | ------------------ |
| 1900 Paris          | Großbritannien  | Belgien                | Frankreich         |
| 1908 London         | Großbritannien  | Belgien                | Schweden           |
| 1912 Stockholm      | Großbritannien  | Schweden               | Belgien            |
| 1920 Antwerpen      | Großbritannien  | Belgien                | Schweden           |
| 1924 Paris          | Frankreich      | Belgien                | Vereinigte Staaten |
| 1928 Amsterdam      | Deutsches Reich | Ungarn                 | Frankreich         |
| 1932 Los Angeles    | Ungarn          | Deutsches Reich        | Vereinigte Staaten |
| 1936 Berlin         | Ungarn          | Deutsches Reich        | Belgien            |
| 1948 London         | Italien         | Ungarn                 | Niederlande        |
| 1952 Helsinki       | Ungarn          | Jugoslawien            | Italien            |
| 1956 Melbourne      | Ungarn          | Jugoslawien            | Sowjetunion        |
| 1960 Rom            | Italien         | Sowjetunion            | Ungarn             |
| 1964 Tokio          | Ungarn          | Jugoslawien            | Sowjetunion        |
| 1968 Mexiko-Stadt   | Jugoslawien     | Sowjetunion            | Ungarn             |
| 1972 München        | Sowjetunion     | Ungarn                 | Vereinigte Staaten |
| 1976 Montreal       | Ungarn          | Italien                | Niederlande        |
| 1980 Moskau         | Sowjetunion     | Jugoslawien            | Ungarn             |
| 1984 Los Angeles    | Jugoslawien     | Vereinigte Staaten     | BR Deutschland     |
| 1988 Seoul          | Jugoslawien     | Vereinigte Staaten     | Sowjetunion        |
| 1992 Barcelona      | Italien         | Spanien                | Vereintes Team     |
| 1996 Atlanta        | Spanien         | Kroatien               | Italien            |
| 2000 Sydney         | Ungarn          | Russland               | BR Jugoslawien     |
| 2004 Athen          | Ungarn          | Serbien und Montenegro | Russland           |
| 2008 Peking         | Ungarn          | Vereinigte Staaten     | Serbien            |
| 2012 London         | Kroatien        | Italien                | Serbien            |
| 2016 Rio de Janeiro | Serbien         | Kroatien               | Italien            |
| 2020 Tokio          | Serbien         | Griechenland           | Ungarn             |
| 2024 Paris          | Serbien         | Kroatien               | Vereinigte Staaten |

1896 und 1904 fanden keine Wasserball-Wettbewerbe statt.

### Frauen
| Olympia             | Gold               | Silber             | Bronze             |
| ------------------- | ------------------ | ------------------ | ------------------ |
| 2000 Sydney         | Australien         | Vereinigte Staaten | Russland           |
| 2004 Athen          | Italien            | Griechenland       | Vereinigte Staaten |
| 2008 Peking         | Niederlande        | Vereinigte Staaten | Australien         |
| 2012 London         | Vereinigte Staaten | Spanien            | Australien         |
| 2016 Rio de Janeiro | Vereinigte Staaten | Italien            | Russland           |
| 2020 Tokio          | Vereinigte Staaten | Spanien            | Ungarn             |
| 2024 Paris          | Spanien            | Australien         | Niederlande        |